# Eccles (Norte)
Eccles é uma comuna francesa na região administrativa de Altos da França, no departamento do Norte. Estende-se por uma área de 3.54 km². Em 2010 a comuna tinha 83 habitantes (densidade: 23,4 hab./km²).